# 13775 Thébault
(13775) Thébault, denumire internațională (13775) Thebault, este un asteroid din centura principală de asteroizi.

## Descriere
13775 Thébault este un asteroid din centura principală de asteroizi. A fost descoperit pe 11 octombrie 1998 la Stația Anderson Mesa în cadrul programului LONEOS. Asteroidul prezintă o orbită caracterizată de o semiaxă mare de 2,68 ua, o excentricitate de 0,15 și o înclinație de 7,4° în raport cu ecliptica.